# سيلفان ديلير
سيلفان ديلير (بالإنجليزية: Silvan Dillier)‏ (و. 1990  م) هو راكب دراجة هوائية، ودراج على المضمار، من سويسرا، ولد في بادن، شارك في ركوب الدراجات في الألعاب الأولمبية الصيفية 2016.

## سباقات أو مراحل فاز بها
| التاريخ        | السباق                                                         | المركز                                                                                           |
| -------------- | -------------------------------------------------------------- | ------------------------------------------------------------------------------------------------ |
| 12 مايو 2012   | 2012 Tour de Berne                                             | الفائز في التصنيف العام                                                                          |
| 01 يناير 2013  | تور دو نورماندي 2013                                           | الفائز في التصنيف العام                                                                          |
| 12 يونيو 2014  | غروسر برايس ديس كانتونس أرجو 2014                              |                                                                                                  |
| 25 يونيو 2014  | 2014 Switzerland National Road Cycling Championships - Men ITT |                                                                                                  |
| 30 يوليو 2014  | طواف الوني 2014                                                | الثالث في التصنيف العام                                                                          |
| 24 أغسطس 2014  | طواف فاتينفول 2014                                             | التاسع في التصنيف العام                                                                          |
| 31 مايو 2015   | طواف إيطاليا 2015                                              | السادس في تصنيف أفضل شاب                                                                         |
| 24 يونيو 2015  | 2015 Switzerland National Road Cycling Championships - Men ITT | الفائز في التصنيف العام                                                                          |
| 16 أغسطس 2015  | سباق النرويج 2015                                              | الأول في تصنيف أفضل شاب، الثاني في التصنيف العام، الثالث في تصنيف النقاط، السادس في تصنيف الجبال |
| 05 مارس 2017   | دفارز دور فلاندرز الغربية 2017                                 | الثاني في التصنيف العام                                                                          |
| 12 أبريل 2017  | برابانتس بييل 2017                                             | الثامن في التصنيف العام                                                                          |
| 18 يونيو 2017  | روتي دو سود 2017                                               | الفائز في التصنيف العام                                                                          |
| 22 يونيو 2017  | سباق الطريق ضد الساعة للرجال في بطولة سويسرا 2017              |                                                                                                  |
| 25 يونيو 2017  | بطولة سويسرا لسباق الدراجات على الطريق 2017                    | الفائز في التصنيف العام                                                                          |
| 30 مارس 2018   | روت أديلي دي فيتري 2018                                        | الفائز في التصنيف العام                                                                          |
| 27 يونيو 2018  | 2018 Switzerland National Road Cycling Championships - Men ITT |                                                                                                  |
| 21 أكتوبر 2018 | طواف قوانغشي 2018                                              | الأول في تصنيف الجبال، السادس في تصنيف النقاط                                                    |
| 12 يوليو 2020  | سباق الطريق ضد الساعة للرجال في بطولة سويسرا 2020              |                                                                                                  |
| 20 يونيو 2021  | سباق الطريق للرجال في بطولة سويسرا 2021                        | الفائز في التصنيف العام                                                                          |

## روابط خارجية
- سيلفان ديلير على موقع الاتحاد الدولي للدراجات (الإنجليزية)
- سيلفان ديلير على موقع أرشيف الدراجات (الإنجليزية)
- سيلفان ديلير على موقع إحصائيات الدراجات الإحترافية (الإنجليزية)
- سيلفان ديلير على موقع نسبة الدراجات (الإنجليزية)
- سيلفان ديلير على موقع CycleBase (الإنجليزية)
- سيلفان ديلير على موقع أوليمبيديا (الإنجليزية)